# Céligny
Céligny je obec na jihozápadě Švýcarska, v kantonu Ženeva. Žije zde 799 obyvatel.

## Geografie
Céligny je nejsevernější obcí kantonu Ženeva a zahrnuje dvě exklávy kantonu Ženeva na pravém břehu Ženevského jezera, z nichž jedna je enklávou kantonu Vaud. Nejvyšší bod katastru obce má nadmořskou výšku 434 metrů.

## Historie

Letecký pohled (1968)

Nálezy z jezera a hrobů západně od obce pocházejí z doby bronzové. Jsou zde také stopy římského osídlení (zejména pozůstatky akvaduktu a mozaiky) a hroby, které pravděpodobně pocházejí z burgundského období. Hroby se nacházely pod římskou vilou, která patřila hrabství Equestre. První zmínka pochází z roku 1163 jako Siliniacum.
Od 14. století držel ženevský biskup v Céligny, které patřilo k biskupskému mandátu Peney, důležitá práva: vrchnostenskou jurisdikci, zákaz a právo vybírat daně. Další práva hospodářské povahy náležela šlechticům z Céligny a opatství Bonmont. V roce 1469 udělil biskup Jean-Louis Savojský obyvatelům mandátů Jussy, Thiez a Peney svobody, čímž je chránil před svévolí úředníků. Kromě toho se obyvatelé Céligny v roce 1441 za poplatek svěřili pod ochranu savojského vévody a v roce 1490 tuto dohodu obnovili. Když Bern v roce 1536 převzal od vévody práva nad Vaudem, nárokoval si závazky Céligny vůči vévodovi pro sebe. To byl jeden ze sporných bodů, o nichž se opakovaně jednalo se Ženevou a které byly vyřešeny smlouvou z Lausanne v roce 1564. V roce 1536 složili zástupci obyvatel Céligny přísahu věrnosti Ženevě jako feudálnímu pánovi a nástupci biskupa. Céligny bylo přiřazeno ke farnosti Peney a od roku 1547 tvořilo farnost s Genthodem.
S Bernem probíhala tvrdá jednání o hranicích obce, protože Bern odmítal postoupit koridor Bogis-Bossey mezi enklávami Céligny a Coudres. Konflikty o jurisdikci a hranice pokračovaly až do protokolu o úpravě hranic z roku 1726. Současné hranice mezi kantony Vaud a Ženeva byly stanoveny ženevským zákonem z roku 1953 a upraveny v roce 1971 po výstavbě dálnice. Oba kantony se dohodly na sdílení povinností týkajících se dodávek vody a elektřiny, čištění odpadních vod, policie a údržby silnic, jakož i dalších sousedských záležitostí. V roce 1275 je v Céligny zmiňován pastor. Reformovaná farnost byla založena v roce 1536 a starý románský kostel sv. Martina vyhořel v roce 1991. Při rekonstrukčních pracích a výkopech v letech 1991–1994 byly objeveny stopy po vile ze 4.–5. století a dvou dřevěných kostelích jako jejich nástupcích. Jeden z nich je předchůdcem současného kostela. Reformovaný kostel byl znovu otevřen v roce 1993.

## Obyvatelstvo
| Rok            | 1850 | 1900 | 1950 | 1990 | 2000 | 2010 | 2012 | 2014 | 2016 | 2017 |
| Počet obyvatel | 312  | 390  | 415  | 633  | 599  | 657  | 623  | 683  | 766  | 787  |

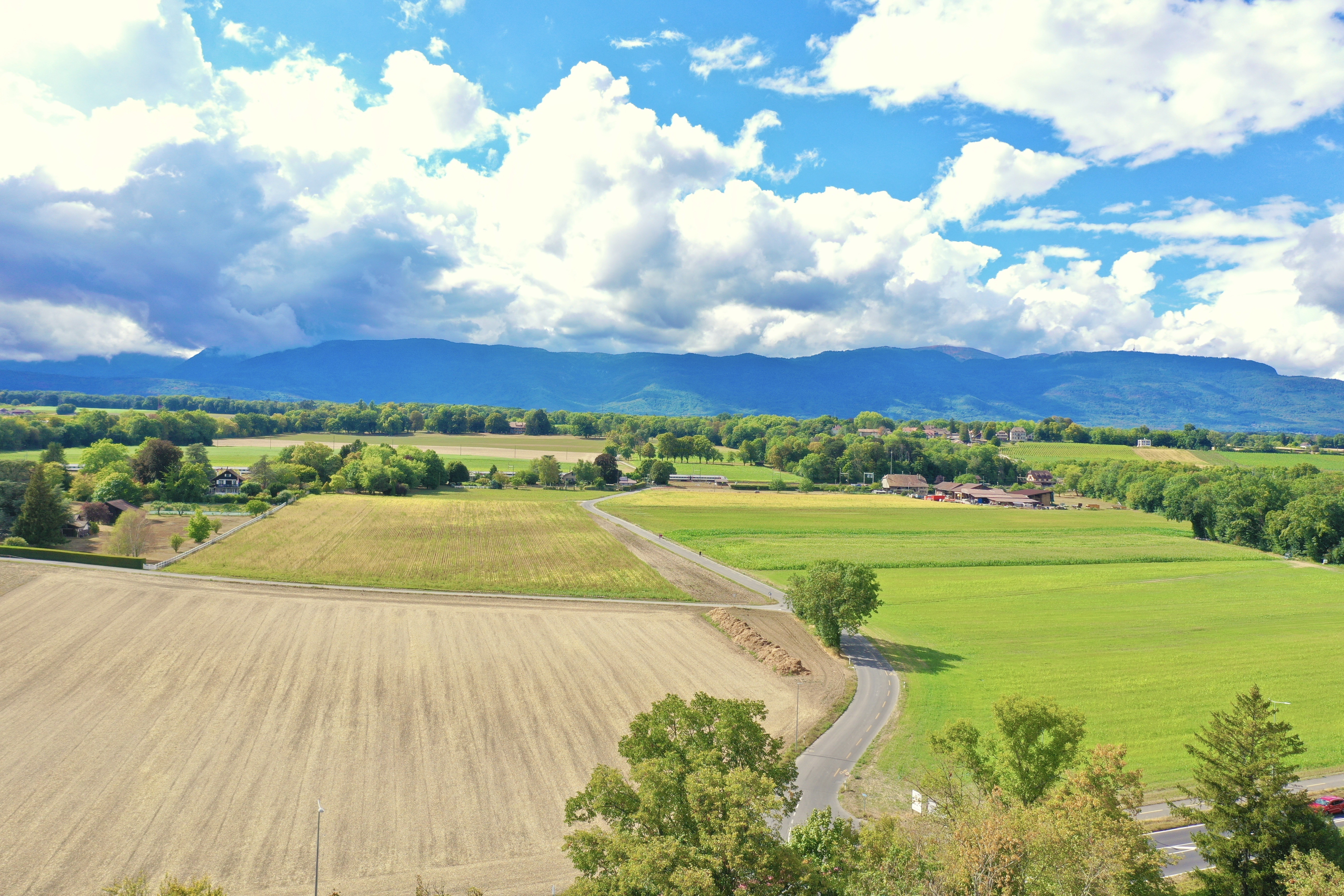
Céligny

Většina obyvatel (k roku 2000) hovoří francouzsky (487, tj. 81,3 %), druhá nejčastější je němčina (38, tj. 6,3 %) a třetí angličtina (36, tj. 6,0 %).

## Hospodářství
Céligny bývalo tradičně zemědělskou obcí se zaměřením zejména na vinařství. Vzhledem k postupnému rozrůstání aglomerace Ženevy je v současnosti již převážně rezidenční obcí; většina obyvatel dojíždí za prací do Ženevy, či jiných měst.

## Doprava

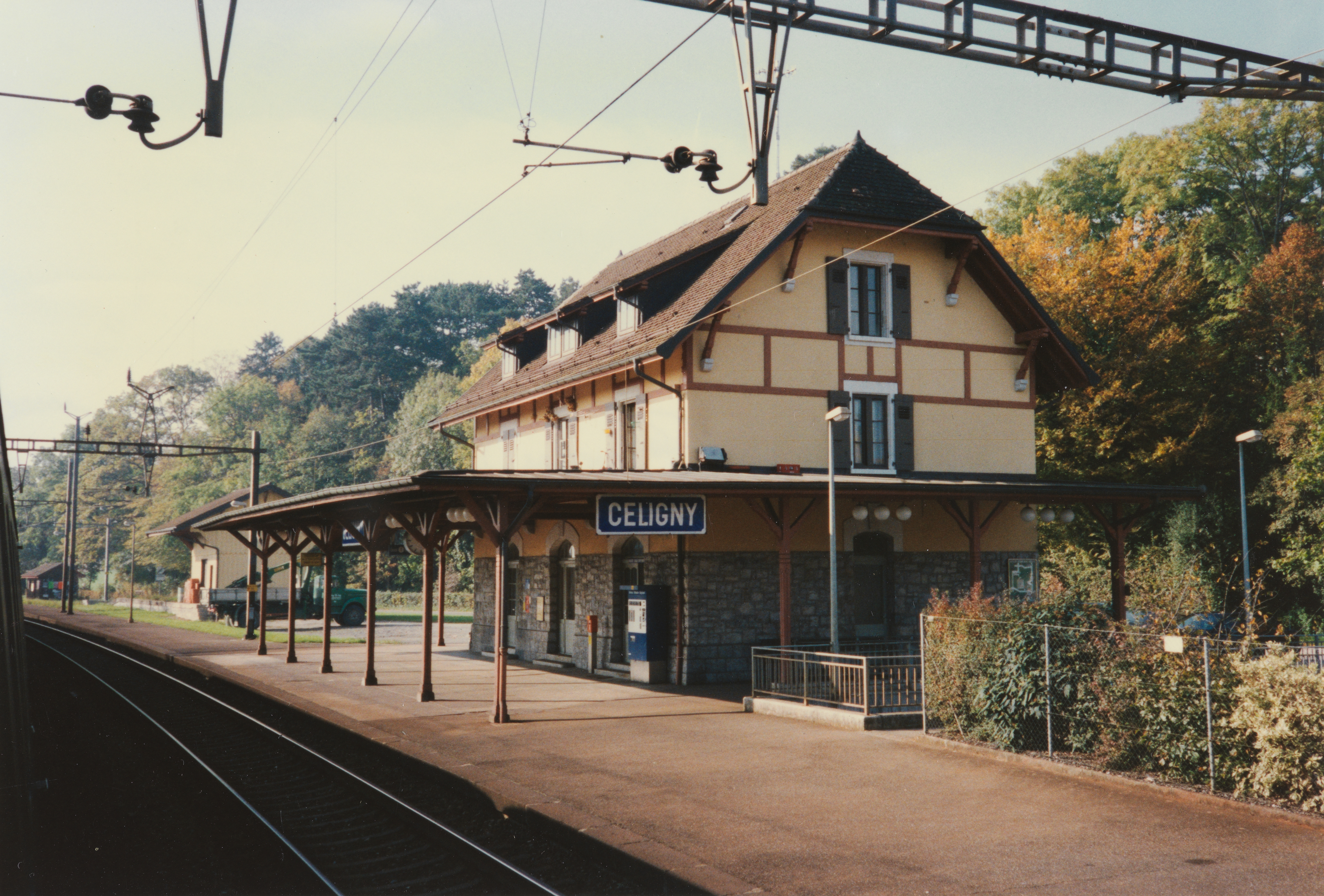
Bývalá železniční stanice Céligny

Obcí prochází hlavní železniční trať Lausanne–Ženeva; stanice Céligny však již byla zrušena a osobní vlaky na ní nezastavují. Dopravní obslužnost obce tak převzaly autobusy.
Kolem obce prochází dálnice A1 (Lausanne–Ženeva), jejíž nejbližší sjezd se nachází asi 3 km od obce u Chavannes.

## Osobnosti
Jacques Mallet-du-Pan, průkopník politické žurnalistiky, se narodil v roce 1749 v Céligny jako syn duchovního. Dalším rodákem tohoto města byl chemik Marc Delafontaine (1838–1911), jeden z objevitelů prvku holmium.
V Céligny žil od roku 1901 až do své smrti v roce 1923 italský inženýr, ekonom a sociolog Vilfredo Pareto a také velšský herec Richard Burton.
Elizabeth Taylorová chtěla být dle svého uložena na místním hřbitově vedle Richarda Burtona, ale na přání její rodiny se místo jejího posledního odpočinku nachází v USA.